# Белкина, Елена Борисовна
Елена Борисовна Белкина (род. 17 июля 1957 года в Ленинграде) — советский и российский тренер по фехтованию, президент Федерации паралимпийского фехтования РФ. Мастер спорта СССР, отличник физической культуры и спорта, заслуженный тренер России.

## Биография
Фехтованием начала заниматься в 1970 году (московское «Динамо», тренеры — В. К. Растворова и Л. М. Романов). Окончила ГЦОЛИФК в 1978 году (кафедра фехтования, профессор Д. А. Тышлер) по специальности «тренер-преподаватель по фехтованию». Прошла переподготовку в Московском учебно-спортивном центре в 2020 году (адаптивная физическая культура). После изучения методов реабилитации инвалидов начала осуществлять занятия по фехтованию с людьми с ограниченными возможностями. В 2016 году утверждала, что уже на протяжении 12 лет занимается подготовкой фехтовальщиков-паралимпийцев.
В 2005 году назначена руководителем комиссии по паралимпийскому фехтованию при Федерации фехтования России, открыла секцию паралимпийского фехтования в Московском государственном социально-гуманитарном институте. Организовала и провела Кубок России по фехтованию на колясках в декабре 2005 года. В 2006—2017 годах — старший тренер сборной России по фехтованию на колясках. Президент Федерации паралимпийского фехтования с 2006 года. В апреле 2017 года Елена Белкина вошла в состав комиссии по фехтованию на колясках Международной спортивной Федерации колясочников и ампутантов (IWAS).
27 ноября 2017 года Елена Белкина была награждена премией Паралимпийского комитета России «Возвращение в жизнь» в номинации «Личным примером» с формулировкой «находясь на посту старшего тренера привела сборную команду России по фехтованию на колясках к первому общекомандному месту на чемпионате мира 2017 года».
23 сентября 2019 года в корейском Ченджу приняла флаг чемпионата мира по фехтованию на колясках от оргкомитета первенства в Корее: на 2021 год было запланировано проведение Всемирных игр колясочников и ампутантов (IWAS) в Сочи.

## Научная и методическая работа
Соавтор ряда книг и пособий по подготовке спортсменов-фехтовальщиков с ограниченными способностями. Автор нескольких статей о паралимпийском фехтовании.

## Мнения
Чемпион мира Николай Лукьянов в интервью газете «Советский спорт» назвал Елену Белкину очень сильным психологом, который при необходимости «настроит, как на последний бой».

## Награды
- Мастер спорта СССР[1]
- Отличник физической культуры и спорта (15 мая 2008)[1]
- Бронза на 2009 Veteran World Championships (Moscow, RUS — 2009.IX.23-26)[13]
- Заслуженный тренер России (31 декабря 2013)[1]
- Благодарность Президента России Путина В. В. за заслуги в развитии физической культуры и спорте, успешную подготовку спортсменов, добившихся высоких спортивных достижений (2016)
- Благодарность от Президента паралимпийского комитета России Лукина В. П. за высокий профессионализм и большой вклад в развитие фехтования на колясках в России и мире (2017)
- Почетный знак Паралимпийского комитета России «За заслуги в развитии паралимпийского движения в России»[14]
- Лауреат премии Паралимпийского комитета России «Возвращение в жизнь» в номинации «Личным примером»

## Подопечные
Подготовила 11 мастеров спорта по фехтованию на колясках, 8 мастеров спорта международного класса и одного заслуженного мастера спорта. Среди подопечных — Ксения Овсянникова, чемпионка мира 2015 (рапира) и 2017 годов (рапира и шпага); Николай Лукьянов, дважды чемпион мира (победил в 2011 году); Людмила Васильева, чемпионка мира 2015 года (команда, шпага), победительница этапа Кубка мира 2019 года (команда, шпага); Альберт Камалов (серебряный призёр чемпионата мира 2017), Тимур Хамашин (неоднократный призёр этапов Кубка мира) и Никита Нагаев (участники чемпионата мира 2017 года); Елена Червякова, бронзовый призёр чемпионата мира 2015 года (команда, сабля); Ирина Мишурова, бронзовый призёр чемпионата мира 2017 года (сабля категории Б, рапира категории Б); Евгения Сычёва, серебряный призёр чемпионатов мира 2013 года (командная шпага) и 2017 года (командная рапира); Алёна Евдокимова, Александра Алямовская, Александр Ибрагимов, Дмитрий Николаев, Олег Рубцов, Сергей Фролов (чемпионы и призёры России, Европы и мира) и другие.